# Löschung (Register)
Löschung ist der Rechtsbegriff für die in amtlichen Registern vorgenommene Aufhebung einer bestehenden Eintragung, weil die betroffene Eintragung für die Zukunft nicht mehr rechtswirksam sein soll.

## Allgemeines
Grundbuch, Handels-, Genossenschafts-, Vereins-, Partnerschafts-, Güterrechtsregister oder andere öffentliche Register werden von den zuständigen Amtsgerichten („Registergericht“) oder speziellen Behörden geführt und dienen der Publizität bestimmter Rechtsverhältnisse. Diese Publizität wird einerseits durch Eintragungen in diese Register hergestellt, sie ist jedoch andererseits nur vollständig, wenn nicht mehr bestehende Rechtsverhältnisse und Tatsachen als solche registertechnisch ebenfalls erfasst und bekannt gemacht werden. Das geschieht durch Löschung.

## Antrag auf Löschung
In allen Registern herrscht das so genannte Antragsprinzip vor, wonach die Beteiligten auch einen Löschungsantrag für eingetragene Rechte oder Tatsachen beim zuständigen Register meist formgerecht zu stellen haben. Den öffentlichen Registern werden zu löschende Tatsachen und Rechtsvorgänge erst durch Löschungsanträge der Beteiligten bekannt. Soll die im Handelsregister einzutragende Prokura eines Prokuristen gelöscht werden, ist dieser Vorgang vom betroffenen Unternehmen dem Handelsregister mitzuteilen. Dies geschieht nach § 12 HGB in elektronischer Form durch öffentlich beglaubigten Löschungsantrag. Im Grundbuchwesen ist die Löschung von Rechten besonders formalisiert, denn neben dem Löschungsantrag (§ 13 GBO) ist auch die beglaubigte Löschungsbewilligung des von der Löschung Betroffenen erforderlich (§ 19, § 29 GBO). Soll mithin eine Grundschuld gelöscht werden, so stellt meist der Schuldner den Löschungsantrag und der Kreditgeber muss bewilligen, also der vorgesehenen Löschung im Wege der öffentlichen Beglaubigung zustimmen.
In Ausnahmefällen erfolgt jedoch ersatzweise eine Löschung von Amts wegen (so genannte Amtslöschung; § 394 FamFG). Das sind insbesondere die Fälle der Vermögenslosigkeit von Unternehmen in § 131 Abs. 2 Nr. 2 HGB (Löschung der OHG wegen Vermögenslosigkeit), § 60 Abs. 1 Nr. 7 GmbHG (Löschung der GmbH wegen Vermögenslosigkeit), § 289 Abs. 2 Nr. 3 AktG (Löschung der KGaA wegen Vermögenslosigkeit) und § 81a GenG (Löschung der Genossenschaft wegen Vermögenslosigkeit). Die Vermögenslosigkeit ist wegen der schwerwiegenden Folgen einer Löschung vom Registergericht sorgfältig zu prüfen. Auch die in den § 31 Abs. 2 Satz 2 und § 32 HGB vorgesehenen Fälle gehören zu den Amtslöschungen. Diese Löschungen müssen nach § 19 HRV den Vermerk „von Amts wegen gelöscht“ erhalten. Im Grundbuchwesen ist eine Eintragung von Amts wegen zu löschen, wenn sich aus Tatsachen oder Rechtsverhältnissen ergibt, dass eine Eintragung gegenstandslos ist (§ 87 GBO in Verbindung mit § 84 GBO). Sie werden aber trotzdem aufgenommen und sind als gelöscht im Verzeichnis wiederzufinden.

## Registerliche Durchführung
Die Löschung wird in dem jeweiligen Register nicht durch Entfernen der zu löschenden Eintragung, sondern durch eine neue Eintragung mit negativem Inhalt vollzogen. Das wird durch rote Unterstreichung der nicht mehr geltenden Eintragungen (§ 16 Abs. 1 HRV oder § 16 GBV) und Löschungsvermerk sichtbar gemacht. Die rote Unterstreichung kann nach § 11 Abs. 1 Vereinsregisterverordnung dadurch ersetzt werden, dass über der ersten und unter der letzten Zeile der Eintragung ein waagerechter roter Strich gezogen wird und beide Striche durch einen von oben links nach unten rechts verlaufenden roten Schrägstrich verbunden werden. Auch im Grundbuch erfolgt die Löschung durch rote Unterstreichung des betroffenen Rechts und Löschungsvermerk (§ 17 Abs. 2 GBV). Formell besteht die Löschung nach § 46 Abs. 1 GBO nicht nur aus der Rötung gelöschter Passagen, sondern auch aus dem Löschungsvermerk in der Veränderungsspalte. Bei späterer Einsichtnahme wird dadurch den Interessenten auch Auskunft über nicht mehr bestehende Tatsachen und Rechtsverhältnisse erteilt. Die rote Unterstreichung ist zusammen mit dem Löschungsvermerk für Einsichtnehmende nur als Löschung einer Eintragung auszulegen.

## Wirkung der Löschung
Die Publizitätswirkung einer Löschung hängt vom jeweiligen Register ab. Das Handelsregister kennt sowohl die deklaratorische als auch die konstitutive Wirkung einer Löschung. Die Kaufmannseigenschaft erlischt bei „Istkaufleuten“ bereits mit Aufgabe des Gewerbebetriebs, nicht durch Löschung im Handelsregister (deklaratorische Wirkung der Löschung). Ein „Kannkaufmann“ hingegen verliert die Kaufmannseigenschaft erst mit Löschung aus dem Handelsregister (konstitutive Wirkung der Löschung). Die Prokura wiederum gehört zu den deklaratorischen Eintragungen, das gilt auch für ihre Löschung. Ernennung und Widerruf der Prokura sind bereits konstitutiv wirksam. Erfolgt jedoch nach Widerruf der eingetragenen Prokura keine Löschung im Handelsregister, können sich Dritte auf das Fortbestehen der Prokura berufen (§ 15 Abs. 1 HGB), wenn ihnen der Widerruf nicht bekannt war. Diese so genannte „positive Publizität“ hat zur Folge, dass der Kaufmann die durch seinen Prokuristen nach Widerruf der Prokura getätigten Geschäfte gegen sich gelten lassen muss, solange das Erlöschen der Prokura im Handelsregister nicht verzeichnet ist.
Im Grundbuchwesen haben Löschungen ausschließlich konstitutive Wirkung. Zur Aufhebung eines Grundbuchrechts ist materiell-rechtlich nach § 875 Abs. 1 BGB die Erklärung des Berechtigten und die Löschung des Rechts im Grundbuch erforderlich. Nach § 11 Nr. 7 GBV werden in Spalte 10 der Abteilung III des Grundbuchs die eingetragenen Grundpfandrechte formell-rechtlich gelöscht. Formell besteht die Löschung zudem nach § 46 Abs. 1 GBO nicht nur aus der Rötung gelöschter Passagen, sondern auch aus dem Löschungsvermerk in der Veränderungsspalte. Erst die rote Unterstreichung der gelöschten Passagen nebst dem Löschungsvermerk führen zur Aufhebung des betroffenen Rechts. Löschungen im Grundbuch werden vom öffentlichen Glauben erfasst, denn von gelöschten Rechten wird (widerlegbar) angenommen, dass sie nicht mehr bestehen (§ 891 BGB).
Der Verzicht auf eine Baulast durch die Bauaufsichtsbehörde wird nach § 83 Abs. 4 MBO erst mit der Löschung der Baulast im Baulastenverzeichnis wirksam.

### Löschung einer Gesellschaft
Kompliziert ist das Ausscheiden von Gesellschaften aus dem Rechtsverkehr. Es vollzieht sich in drei Stufen, nämlich der Auflösung, Liquidation und dann erst ihrer Löschung. Die Löschung eines Vereins oder einer Gesellschaft im jeweiligen Register hat für den Handelsverkehr schwerwiegende Folgen, denn aufgrund der „positiven Publizität“ der Register darf der Auskunft Suchende darauf vertrauen, dass eine gelöschte Gesellschaft nicht mehr besteht, weil durch Löschung für den Rechtsverkehr der Anschein der Beendigung einer Gesellschaft entsteht. Allerdings nehmen nur eintragungspflichtige Tatsachen an der „positiven Publizität“ teil. Eintragungspflichtig ist die Auflösung bei „Kannkaufleuten“ (§ 31 Abs. 2 Satz 1 HGB), bei Kapitalgesellschaften (§ 65 Abs. 1 GmbHG, § 273 Abs. 1 AktG) und bei Genossenschaften (§ 82 Abs. 1 GenG). Wurde eine Gesellschaft dieser Rechtsformen gelöscht und die Löschung bekannt gemacht, obwohl die Abwicklung noch nicht abgeschlossen war, so handelt es sich um die unrichtige Bekanntmachung einer eintragungspflichtigen Tatsache (§ 15 Abs. 3 HGB). Ein Dritter kann sich auf eine falsch bekannt gemachte Tatsache gegenüber demjenigen berufen, in dessen Angelegenheiten die Tatsache einzutragen war, wobei der Dritte nach herrschender Meinung das Wahlrecht hat, ob er sich auf den Bekanntmachungsinhalt oder die wahre Rechtslage beruft. Bei Personenhandelsgesellschaften bedarf es einer Löschung im Handelsregister für den Eintritt der Vollbeendigung nicht, weil bereits die vollständige Abwicklung zum Erlöschen führt.
Die Liquidation ist beendet, wenn keine Abwicklungsmaßnahmen mehr erforderlich sind. Die Beendigung des Abwicklungsverfahrens ist Voraussetzung für die Anmeldung des Erlöschens der Gesellschaft im Handelsregister und damit grundsätzlich auch der Vollbeendigung einer Gesellschaft als Rechtsträgerin. Die Gesellschaft ist dann vollbeendet, wenn die Beendigung der Liquidation und die Löschung der Gesellschaft im Handelsregister eingetragen ist. Eine GmbH verliert trotz Löschung im Handelsregister ihre Rechts- und Parteifähigkeit erst mit Vollbeendigung. Die Vollbeendigung geschieht also nicht durch die registerliche Löschung, sondern erst durch den Abschluss ihrer Abwicklung. Die Löschung ist somit die letzte Stufe des Beendigungsprozesses einer Gesellschaft. Bei Personengesellschaften ist keine gesetzliche Regelung vorgesehen, weil Gläubigerschutzbestimmungen wegen der Vollhafterfunktion nicht erforderlich sind. Nach § 131 Abs. 3 Satz 1 Nr. 1 HGB scheidet ein persönlich haftender Gesellschafter erst mit der Vollbeendigung der OHG oder KG aus, OHG und KG erlöschen mit ihrer Vollbeendigung, die Löschung im Handelsregister hat lediglich noch deklaratorische Bedeutung; deshalb ist u. a. nach Beendigung der Abwicklung das Erlöschen der Firma zum Handelsregister anzumelden.
Dem OLG Celle zufolge gilt der durch Löschung hervorgerufene Anschein der Beendigung einer Gesellschaft nicht nur, wenn die gelöschte Gesellschaft tatsächlich vermögenslos ist, sondern auch dann, wenn die Gesellschaft zwar wegen Vermögenslosigkeit gelöscht ist, in Wirklichkeit aber noch über Vermögen verfügt. Wollten die Gesellschafter eine noch Vermögen besitzende und gelöschte Gesellschaft fortsetzen, sei ein Neubeginn nur durch eine Neugründung möglich. Die Fortsetzung einer wegen Vermögenslosigkeit nach § 60 Abs. 1 Nr. 7 GmbHG gelöschten Gesellschaft ist somit ausnahmslos unzulässig. Deshalb kommt dem Registergericht im Rahmen der Vollbeendigung einer Gesellschaft eine wichtige Aufgabe zu. Es hat nach § 26 FamFG sorgfältig zu prüfen, ob die Abwicklung tatsächlich beendet wurde und folglich weder Restvermögen noch sonstige Abwicklungsmaßnahmen erforderlich sind.

### Ausschlussfristen
Ausnahmsweise löst die handelsregisterliche Löschung auch den Beginn von Ausschlussfristen aus, denn die Haftung des austretenden Komplementärs ist gemäß § 160 Abs. 1 HGB auf eine Nachfrist von fünf Jahren nach seiner Löschung im Handelsregister begrenzt. Das gilt auch für die Beendigung eines Beherrschungs- oder Gewinnabführungsvertrags, sofern Gläubiger Anspruch auf Sicherheitsleistung haben und sich innerhalb von 6 Monaten nach Bekanntmachung melden (§ 303 Abs. 1 AktG).

## Tilgung
Manche Register verwenden anstatt Löschung den Begriff Tilgung oder sehen Tilgung als die Vorstufe zur endgültigen Löschung an. So werden im Fahreignungsregister eingetragene Punkte erst nach einer einjährigen Überliegefrist, die sich an die Tilgungsfrist anschließt, endgültig aus dem Register gelöscht. Die verschiedenen Tilgungsfristen sind hierzu in § 29 StVG geregelt.